# Hans en die Rooinek
Pour plus de détails, voir Fiche technique et Distribution.
Hans en die Rooinek (titre alternatif en anglais : Sidney & The Boer) est un film sud-africain en noir et blanc, en langue afrikaans et anglaise, produit et réalisé par Jamie Uys et sorti le 30 octobre 1961. 
Il a également été projeté sous le titre de Sidney & The Boer. 
Le film reprend le thème et le scénario de Fifty-Fifty réalisé par Jamie Uys.

## Lexique
Le terme Rooinek qui signifie cou rouge est utilisé par les Afrikaners pour parler péjorativement des Anglophones insinuant qu'ils seraient facilement sujets aux coups de soleil et ne seraient donc pas de vrais sud-africains. 
Le terme boer, qui désigne historiquement les fermiers de souche néerlandaise et française d'Afrique du Sud, est dans le contexte des années 60 utilisé souvent avec des connotations péjoratives par les citadins (notamment anglophones) pour désigner les campagnards de langue afrikaans (équivalent alors à plouc) alors que le terme Afrikaner s'était imposé depuis le début du XXe siècle pour désigner ces populations blanches afrikaans d'Afrique du Sud.
Le patronyme typiquement afrikaner de Hans Botha est aussi le nom du personnage homonyme interprété par Jamie Uys dans Daar doer in die bosveld et sa suite, Daar doer in die stad.

## Genre
Le film est une comédie consacrée à l'antagonisme linguistique entre l'afrikaans et l'anglais via la rivalité entre deux Sud-Africains, l'un de langue maternelle anglaise (M. Sydney Spring) et l'autre de langue maternelle afrikaans (M. Hans Botha). 

## Fiche technique
- Réalisateur : Jamie Uys
- Scénario : Jamie Uys
- Musique : Sam Sklair
- Photographie : Judex C. Viljoen
- Montage : Elmo de Witt
- Film en noir et blanc
- Langue : Afrikaans et anglais
- Durée : 87 minutes
- Origine :  Afrique du Sud
- Titre alternatif : Sidney & The Boer
- Sortie en Afrique du Sud: 30 octobre 1961

## Distribution
- Jamie Uys : Hans Botha
- Bob Courtney : Sidney Spring
- Wynona Cheyney : Ann Taylor
- Emsie Botha : Martie du Toit
- Christo Gerber :Chris  Gerber
- Willem Loots : le conducteur de bus
- Gabriel Bayman : l'agent de voyages
- Johan du Plooy : l'agent de circulation à Durban

## Scénario
La bataille linguistique entre l'afrikaans et l'anglais est comiquement dépeinte dans ce film au travers de deux passagers d'un bus, un afrikaner et un anglophone effectuant un voyage touristique en Afrique du Sud. Cette bataille marquée, par de fortes disputes et des coups bas, est d'autant plus intense qu'elle se double d'une rivalité pour obtenir l'attention de deux jolies passagères du bus. 
Après avoir finalement indisposé les autres passagers par leurs excès, ils sont déposés du bus et défiés de revenir à pieds  jusqu'à Johannesburg. 